# پاناگیوتیس پاولیدیس
پاناگیوتیس پاولیدیس (انگلیسی: Panagiotis Pavlidis؛ {زاده نامشخص - درگذشته ۱۹۶۸) یا پاولوس پاولیدیس یک تیرانداز اهل یونان بود.
از افتخارات وی میتوان به کسب مدال نقره تفنگ جنگی ۲۰۰ متر در بازی‌های المپیک تابستانی ۱۸۹۶ اشاره کرد.